# Иштар (певица)
Иштар (настоящее имя — Эти Зах, ивр. אתי זך‎; род. 10 ноября 1968 в Кирьят-Ате) — популярная на Ближнем Востоке израильская певица, вокалистка в французской группе «Alabina».

## Биография

### Ранние годы
Эти Зах родилась 10 ноября 1968 в израильском городе Кирьят-Ате в семье выходцев из Марокко и Египта. Эти выросла в Израиле, отслужила в ЦАХАЛ и переехала во Францию.
Эти Зах начала профессионально выступать в 15 лет. Псевдоним Иштар (в аккадской мифологии — богиня плодородия, плотской любви, войны и распри) был подсказан ей бабушкой, бывшей в Египте довольно известной певицей.
Иштар свободно владеет арабским, ивритом, а также французским, испанским и английским языками.

## Карьера

### Группа Alabina
После переезда во Францию Иштар познакомилась с продюсером Шарлем Ибги, который предложил ей стать вокалисткой цыганской группы Los Niños de Sara. Квинтет получил название «Alabina». Репертуаром группы стала некая смесь испанской, арабской и цыганской музыки с текстами на арабском, испанском, французском и иврите. Довольно скоро «Alabina» стала популярной как в Европе, так и на Ближнем Востоке.
Дебютный альбом группы «The Album», выпущенный в 1996, разошёлся тиражом в 200 тысяч копий. Синглы «Alabina», «Ole y Ola» и «Habibi de mis amores» достигли отметки в 150 тысяч проданных дисков каждый. «Alabina» активно гастролирует по Европе, Северной Америке, а также по Израилю.

### Сольная карьера
После выпуска двух альбомов в составе «Alabina» Иштар решила, оставаясь тем не менее в группе, начать параллельно и сольную карьеру. В 2000 вышел её первый сольный альбом «La Voix d’Alabina», где 9 из 12 песен звучали на французском языке. Альбом имел широкий успех среди слушателей, разошёлся тиражом в 600 тысяч копий. В начале 2003 года был выпущен альбом «Truley Emet» большей частью на иврите. Иштар объясняет это своим желанием доказать, что две культуры могут мирно сосуществовать.
Большую роль в раскрутке карьеры Иштар сыграл выход долгожданного сольного альбома «Je sais d’où je viens» и международного сингла «Ragga Boom» в конце 2005 года. Несколько песен с альбома «Je sais d’où je viens» вошли в топ 5-ку музыкальных чартов Израиля, Испании, Португалии, Франции, Бельгии, Египта, Армении и других стран. К началу 2007 года по всему миру было продано свыше миллиона копий альбома «Je sais d’où je viens». Чтобы поддержать продаваемость альбома, Иштар, впервые за несколько лет, отправилась в долгожданное и очень успешное гастрольное турне названное «Ragga Boom». Певица при полном аншлаге выступила в Израиле, Испании, Франции, Бельгии, Австрии, Болгарии, России, Турции, Армении и в Азербайджане. Общая прибыль от концертного турне «Ragga Boom» достигла почти 15 млн долларов. В январе-феврале 2008 года у Иштар состоялись концерты в городах США и в столице Венесуэлы Каракасе.
После небольшой паузы летом 2008 года Иштар вернулась в студию для записи очередного сольного диска, выход которого произошёл осенью 2009 года. Альбом «The best of Ishtar Alabina» включил как старые хиты, так и ряд новых композиций. В том же году Иштар спела в дуэте с Коби Перецем песню «Яхад» (ивр. יחד‎ — Вместе), которая получила награду Big Apple Music Award. Иштар также выступала в Ташкенте, в конце 2010 года. Осенью 2012 года вышел новый студийный альбом Иштар — «Ishtar Alabina 7». В июне 2013 года Иштар вместе с российскими и зарубежными артистами выступила в России, на открытии «Анжи-Арены» в Махачкале.
В 2015 году Иштар выпустила песню на болгарском языке Музыка во мне (болг. Музика в мен), на этот раз дуэт с болгарской певицей Цветелиной Яневой.

## Дискография

### Альбомы
(Сольные)
- Ishtar The Voice of Alabina (2000).
- Truly Emet (2003).
- Je Sais d’où Je Viens (2005).
- The Вest of Ishtar Alabina (2009).
- Ishtar Alabina 7 (2012).
- Baila (2016)

### Синглы
- Amore de mis amore
- Lady Revolver
- Pour toi et moi
- Habibi (Sawah)[болг.]
- Baila
- Наши Ночи Наши дни Alen Begl

### DVD
- Alabina On Tour 1997—2000 (2002)